# 1563 Ноель
1563 Ноель (1563 Noël) — астероїд головного поясу діметром 7,23 км, відкритий 7 березня 1943 року. Належить до сім'ї Флори.
Тіссеранів параметр щодо Юпітера — 3,660.